# Час вільного пробігу

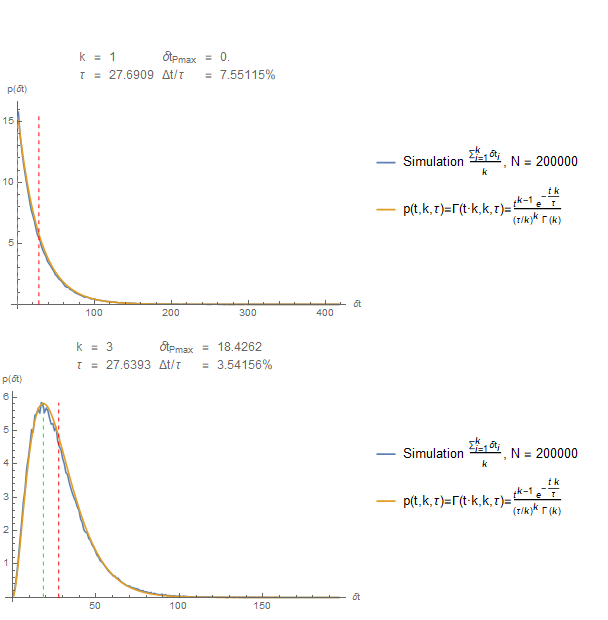
1. Густина ймовірності експоненційно розподілених проміжків часу (k=1) 2. Гама розподіл та зміщеність моди середнього суми (k=3). Масштаб відносно рівномірного розподілу даних.

Час вільного пробігу {\displaystyle \tau } — чисельно дорівнює середньому значенню μ, проміжків між послідовними взаємодіями елементів, походить з моделі твердих сфер де чітко можна вирізняти наявність взаємодії. Коли проміжки розподілені із експоненційною густиною, якісні зрозумілі приклади цієї величини пов'язані із сумою таких подій, самостійно ж такі процеси ще називають процесами без пам'яті, тобто скільки б не чекали наступної взаємодії, її настання в майбутньому має ту саму ймовірність.
Математично це пов'язано із формою та зокрема стрибкоподібною поведінкою густини розподілу, через її особливість густина суми двох величин не описується згорткою їх густин та має гама-розподіл, а найбільш ймовірна подія пов'язана тільки з поточним часом. Якщо ж подій декілька, тоді їх зв'язок вже має більш зрозуміле планування.
Середнє усереднення є середнім значенням, властивість безмежної подільності: спостереження з тривалістю у два ({\displaystyle k=2}) характерних проміжки (вибірка за часом), або для двох спостерігачів (вибірка за елементами), середнє значення суми {\textstyle \textstyle s=\sum _{i=1}^{k}\displaystyle \delta t_{i}/k} найчастіше дорівнюватиме половині ({\displaystyle m=(k-1)/k}) характерного часу {\displaystyle \tau }, процес, маючи гама густину ймовірності {\textstyle p(t,k,\tau )=\Gamma (tk,k,\tau )=t^{k-1}\exp(-tk/\tau )/((\tau /k)^{k}\Gamma (k))}, видаватиметься стохастичним, так ніби в половину часу ({\displaystyle m\tau }) подія може наставати, а за решту часу про її настання нічого сказати не можна. Втім в середньому все одно вийде повне значення характерного часу {\textstyle \textstyle \tau =\sum _{i=1}^{N_{s}}s_{i}/N_{s}=\sum _{i=1}^{N}\delta t_{i}/N}.
Величина грає важливу роль в академічних дослідженнях, за оцінки узгодженості зв'язку із другими параметрами процесу визначається належність моделі до наукового напрямку. Також вона використовується в наукових розрахунках як контроль узгодженості параметрів із моделлю. В інженерних розрахунках величина зустрічається де можливе її безпосереднє вимірювання.

## Зв'язок із довжиною вільного пробігу та швидкістю
Математично очікування добутку незалежних величин дорівнює добутку очікуваних значень:
{\displaystyle \lambda =\tau *v}
В моделі твердих сфер що довжина що час вільного пробігу мають експоненційну густину ймовірності, незмінність їх розподілів попри множення вказує на відмінність від властивостей незалежних величин. Тому на практиці використовують більш точні вирази в залежності від моделі що враховують зміщеність різниці значень добутків {\displaystyle {\bar {v}}*{\bar {\delta t}}-{\overline {v*\delta t}}}.
Із різними наближеннями часто виникає розбіжність, через яку у виразі використовують не тільки середнє значення, наприклад розрахунок із нехтовним зміщенням, більш точним буде за значення добутку середньої довжини вільного пробігу на моду швидкості, за використання теоретичної оцінки швидкості на середньо квадратичну, втім такі спроби навряд можна вважати науковими. Загально формула для зв'язку величин має добру точність та може використовуватись для перевірки узгодженості параметрів процесу.

## Довжина вільного пробігу, зв'язок із розмірами

### Модель твердих сфер

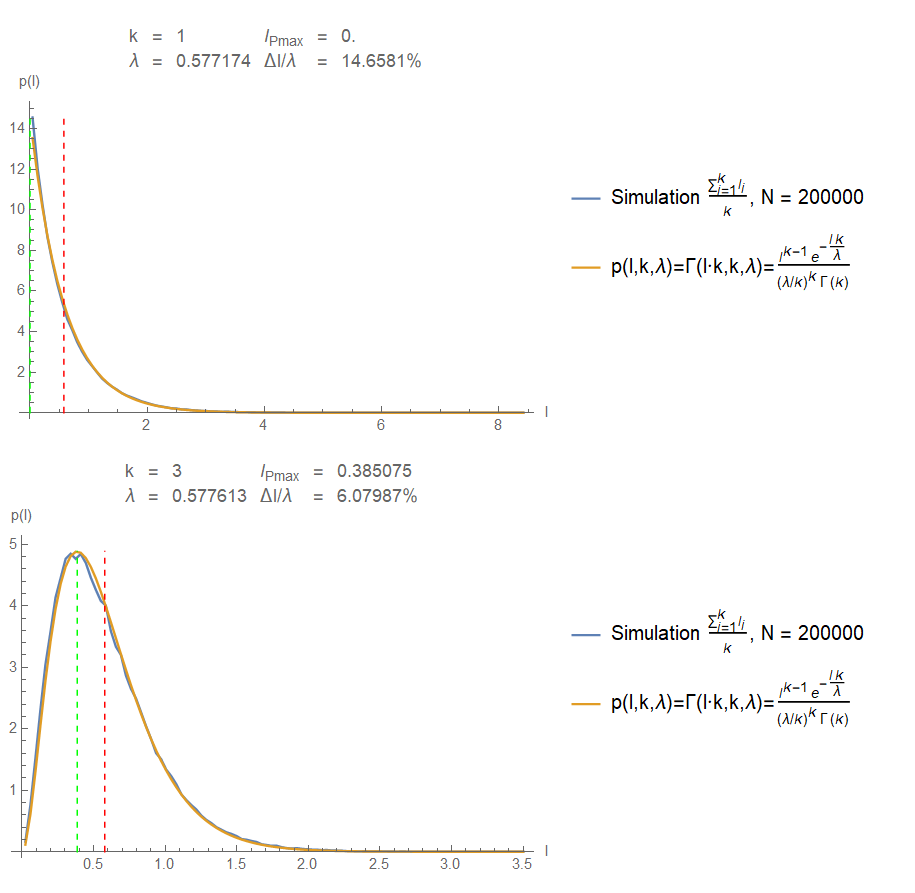
Розподіл та середні значення довжин вільного пробігу (щільність заповнення K=20%, 2r=2, n=3).

В моделі твердих сфер, довжини вільного пробігу розподілені експоненційно. Попри інтуїтивні очікування, зміни в розподілі за великої щільності заповнення несуттєво впливають на розподіл, оскільки середнє значення {\displaystyle \lambda } відповідно зменшується. Така ж стійкість розподілу відносно щільності властива часу вільного пробігу {\displaystyle \tau }. Перевірені для статті значення щільності наведені в таблиці для розрахунку величини.
Середнє значення величини:
{\displaystyle \lambda =\sum _{i=1}^{N}l_{i}/N}
Оцінка через ефективний переріз:
{\displaystyle \textstyle \lambda \sim V/(\sigma N_{e})=V_{e}/(\sigma K)}
Довжина вільного пробігу {\displaystyle \lambda } — незалежна від швидкості та як наслідок, температури для замкнених систем, що підтверджується експериментально чи за моделювання.
Такий самий характер проявляє геометрична ймовірність парної взаємодії елементів {\textstyle \textstyle P(n,K,N_{e})~{\xrightarrow[{K\ll 1}]{n\leqslant 3}}~1-\exp(-2^{n-1}N_{e}K/(1-K))}, {\displaystyle \textstyle P_{e}(n,K)~{\xrightarrow[{K\ll 1}]{n\leqslant 3}}~2^{n-1}K/(1-K)\sim 1/\lambda } яка є усередненням динаміки по часу. Вирази через переріз чи геометричної ймовірності не мають зв'язку із необхідною умовою рівності нулю за щільного пакування рівних сфер, врахування простої лінійності залишку простору {\displaystyle \textstyle \lambda \sim 2^{1-n}(1-K)/K} працює зі щільностями, де не вносить суттєвого вкладу у точність порівняно зі спрощенням {\displaystyle \textstyle \lambda \sim 1/K}, але краще зберігає просту узгодженість та присутнє у більш точних розрахунках. Додаткова цінність геометричної оцінки полягає у виявленні вкладу у зміни перерізу за відхилень від умов нормування.
Після нормування, формула набуває остаточного вигляду:
{\displaystyle \lambda ={\frac {2r}{2^{n-1}n}}{\frac {1-K}{K}},~{\Biggl (}\lambda \thicksim {\frac {1}{K}},~\lambda \thicksim {\frac {1}{\sigma }},~\lambda \thicksim {\frac {1}{(2r)^{n-1}}}{\Biggr )}}
добре працює {\displaystyle \delta \lambda /\lambda \approx 30\%} починаючи з відсотка для щільності {\displaystyle \textstyle K\leqslant 1\%}, правильно враховуючи зміни типових вимірностей та розмірів в моделі. Важливо зауважити що формули наведені для сферичної границі, де вирази щільності просто пов'язані з відношенням лінійних розмірів {\displaystyle \textstyle K=N_{e}(r/R)^{n}}.
Більш точні вирази для ширшого діапазону щільностей схожі на інженерні, їх точність перевищує модельну в оцінках реальних речовин, та тому вони корисні опосередковано, в оцінці узгодженості застосування моделі.
| n | a    | b | {\displaystyle K\in (0:x],~[\%]} | {\displaystyle \delta \lambda /\lambda ,[\%]} | формула                                                                   |
| - | ---- | - | -------------------------------- | --------------------------------------------- | ------------------------------------------------------------------------- |
| 2 | 1.15 | 1 | 40                               | 5                                             | {\displaystyle \lambda ={\frac {a~2r}{2^{n-1}n}}{\frac {(1-K)}{K(1+bK)}}} |
| 3 | 1.38 | 3 | 25                               | 5                                             | {\displaystyle \lambda ={\frac {a~2r}{2^{n-1}n}}{\frac {(1-K)}{K(1+bK)}}} |
| 4 | 1,41 | 5 | 10                               | 5                                             | {\displaystyle \lambda ={\frac {a~2r}{2^{n-1}n}}{\frac {(1-K)}{K(1+bK)}}} |

## Вибір величин швидкості

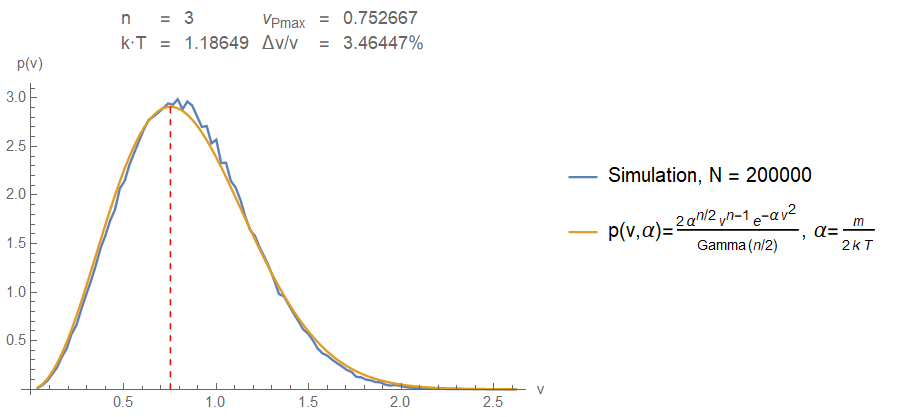
Різниця kT для розподілу швидкостей: задане kT=1,0673, розрахункове 1,18502.

За моделювання виникають розбіжності між теоретичним прогнозом та розрахунковою величиною швидкості. В розподілі Максвела-Больцмана {\displaystyle p(v,\alpha ,n)=2\alpha ^{n/2}v^{n-1}\exp(-\alpha v^{2})/\Gamma (n/2)} прогноз пов'язаний із величиною параметру {\displaystyle \alpha =m/(2kT)}. Не дивлячись на те що задане значення вхідних величин {\displaystyle m/kT} пов'язано із законами збереження енергії і маси та фізично є абсолютно точним для моделі, через те що вибірка за елементами зазвичай значно менша за часову вибірку, наявність залежності, змінність розміру елементів, задане значення параметру математично має велику порівняно з розрахунковим значенням систематичну похибку.
Величину розбіжності можна відносити:
1) до множника у розподілі {\displaystyle k_{B}^{*}=k_{B}(1+f(n,2r,K))} , звідки отримують ефективне збільшення розмірів елементів.
2) до самого розподілу, врахувавши зміщеність оцінки швидкості через узгодження поведінки розподілів в початковій точці {\displaystyle p_{\lambda }(0)=p_{\tau }(0)*p_{v}(0)}.

### Модель твердих сфер
|                                           | оцінка з вибірки                                                              | {\displaystyle v} | {\displaystyle \lambda =\tau *v-\Delta } | {\displaystyle \Delta \lambda \%} | {\displaystyle \lambda (\Delta =0)} | {\displaystyle \Delta \lambda \%} | теоретичний прогноз                                              | {\displaystyle v^{*}} |
| ----------------------------------------- | ----------------------------------------------------------------------------- | ----------------- | ---------------------------------------- | --------------------------------- | ----------------------------------- | --------------------------------- | ---------------------------------------------------------------- | --------------------- |
| {\displaystyle v_{rms}={\sqrt {<v^{2}>}}} | {\displaystyle {\sqrt {\textstyle \sum _{i=1}^{N}\displaystyle v_{i}^{2}/N}}} | 0,9486            | 22,4009                                  | +8,40                             | 25,4009                             | +17,6                             | {\displaystyle {\sqrt {n/(2\alpha )}}}                           | 0,846284              |
| {\displaystyle v_{mean}=\mu }             | {\displaystyle \textstyle \sum _{i=1}^{N}\|v_{i}\|/N}                         | 0,8739            | 21,5341                                  | -0,25                             | 23,4023                             | +8,41                             | {\displaystyle \Gamma ((n+1)/2)/(\Gamma (n/2){\sqrt {\alpha }})} | 0,779697              |
| {\displaystyle v_{mode}=v_{p_{max}}}      | {\displaystyle {\sqrt {<v^{2}>(n-1)/n}}}                                      | 0,7745            | 18,7398                                  | -13,2                             | 20,7398                             | -3,92                             | {\displaystyle {\sqrt {(n-1)/(2\alpha )}}}                       | 0,690988              |

параметри моделювання: тривимірні {\displaystyle n=3} сферичні границя {\displaystyle R_{b}} та елементи {\displaystyle R_{e}} з одиничними радіусом, густиною та енергією {\displaystyle kT} {\displaystyle \{R_{e}=1,~\rho _{e}=1,~kT=2E/(nN_{e})=1\}}, для {\displaystyle N_{e}=100} елементів, щільність заповнення {\displaystyle K=N_{e}(R_{e}/R_{b})^{n}*100\%=1\%}, вибірка за часом {\displaystyle N_{t}=100000} взаємодій між елементами, точність даних для аналізу вибірок — шостий знак після коми.
теоретичний прогноз: {\displaystyle \lambda ^{*}=V/({\sqrt {2}}\sigma N_{e})=100R_{e}/(nK2^{n-3/2})=11,7851}, {\displaystyle m=\rho _{e}R_{e}^{n}\pi ^{n/2}/\Gamma (n/2+1)}
результати моделювання: {\displaystyle \tau =26,778,~\lambda =21,5869,~\Delta ={\bar {v}}*\tau -{\overline {v*\delta t}}=1,86717}.

## Незалежність величин, зв'язок із часом релаксації

### Модель твердих сфер
Дані в таблицях розраховані за параметрів моделювання з розділу вибору величин швидкості, значення можна отримувати як для одного елемента послідовно так для системи в цілому.
Для ілюстрації контр інтуїтивності щодо детерміністичної поведінки елементів та можливих зв'язків розглянемо ряд тверджень. За випадкових значень вхідних величин — шум, правдивість тверджень теж має ймовірність {\displaystyle P_{noise}},
| {\displaystyle xy}            | твердження                                     | математичний синонім | {\displaystyle P_{xy}-P_{noise}}, [%] |
| ----------------------------- | ---------------------------------------------- | --- | ------------------------------------- |
| {\displaystyle \lambda v}     | швидший елемент летить далі                    | {\displaystyle (\lambda _{i}>\lambda _{j}~\&~v_{i}>v_{j})\\|(\lambda _{i}<\lambda _{j}~\&~v_{i}<v_{j})}                               | 6                                     |
| {\displaystyle \tau v}        | швидший елемент летить менше часу              | {\displaystyle (\delta t_{i}<\delta t_{j}~\&~v_{i}>v_{j})\\|(\delta t_{i}>\delta t_{j}~\&~v_{i}<v_{j})}                               | 6                                     |
| {\displaystyle \tau \lambda } | більшу довжину елемент пробігає за більший час | {\displaystyle (\delta t_{i}>\delta t_{j}~\&~\lambda _{i}>\lambda _{j})\\|((\delta t_{i}<\delta t_{j}~\&~\lambda _{i}<\lambda _{j}))} | 38                                    |

Для оцінки ступеня залежності величин можна використовувати генеральний коефіцієнт кореляції, та вибірковий для його розрахунку:
{\displaystyle r_{xy}={\frac {N\sum x_{i}y_{i}-\sum x_{i}\sum y_{i}}{{\sqrt {N\sum x_{i}^{2}-(\sum x_{i})^{2}}}~{\sqrt {N\sum y_{i}^{2}-(\sum y_{i})^{2}}}}}}
| {\displaystyle xy}            | один елемент | всі елементи |
| ----------------------------- | ------------ | ------------ |
| {\displaystyle \lambda v}     | +0,193706    | +0.195224    |
| {\displaystyle \tau v}        | -0,187288    | -0.185335    |
| {\displaystyle \tau \lambda } | +0,844395    | +0,844504    |

- Сильно залежними, за шкалою Чеддока, є значення часу та довжини вільного пробігу.
- Час та довжина є слабко залежними від швидкості, добуток може мати зміщення.

Зменшення сили зв'язку та зміщення можна описати в термінах релаксації, оскільки зсув у послідовності пов'язаний із часом, можна отримати час релаксації для процесу пам'яті про взаємодію.